# Thyrfing
Thyrfing – szwedzki zespół grający viking metal z wpływami folku i muzyki symfonicznej. Został założony w 1995 roku. Szwedzi zadebiutowali albumem "Thyrfing" w 1998 roku. Nazwa zespołu bierze się z mitologii skandynawskiej (jest nieco zmienioną nazwą miecza Tyrfinga, wykutego przez dwa krasnoludy dla wnuka Odyna). 

## Muzycy

### Obecny skład zespołu
- Jens Rydén – śpiew
- Carl Patrik Lindgren – gitara
- Kimmy Lennart Sjölund – gitara basowa
- Peter Lars Löf – instrumenty klawiszowe
- Joakim Lars Lennart Kristensson – perkusja

### Byli członkowie zespołu
- Vintras – gitara elektryczna (1997-2006)
- Thomas Väänänen – śpiew (1996-2006)
- Henrik Svegsjö – gitara elektryczna (1998-2006)

## Dyskografia
- (1995) Solen Svartnar (Demo)
- (1996) Hednaland (Demo)
- (1998) Thyrfing (LP)
- (1999) Valdr Galga (LP)
- (1999) Solen Svartnar (EP)
- (1999) Hednaland (Kompilacja)
- (2000) Urkraft (LP)
- (2002) Vansinnesvisor (LP)
- (2005) Farsotstider (LP)
- (2008) Hels Vite (Promo)
- (2013) De Ödeslösa (LP)